# Beglej, Plevna
Beglej (în bulgară Беглеж) este un sat în comuna Plevna, regiunea Plevna,  Bulgaria. 

## Demografie
Componența etnică a satului Beglej
     Bulgari (81,33%)
     Nicio identificare (5,59%)
     Romi (3,73%)
     Turci (9,33%)
La recensământul din 2011, populația satului Beglej era de 643 locuitori. Din punct de vedere etnic, majoritatea locuitorilor (81,33%) erau bulgari, existând și minorități de turci (9,33%) și romi (3,73%). Pentru 5,59% din locuitori nu este cunoscută apartenența etnică.